# Combs-la-Ville
Combs-la-Ville ist eine französische Gemeinde mit 22.712 Einwohnern (Stand: 1. Januar 2022) in der Nähe von Paris. Sie liegt im Département Seine-et-Marne in der Region Île-de-France am Fluss Yerres. Combs-la-Ville ist der Hauptort (chef-lieu) des Kantons Combs-la-Ville.
Die Einwohner der Gemeinde nennen sich Combs-la-Villais.

## Nachbargemeinden
- Im Norden befinden sich die Gemeinden Varennes-Jarcy, Villemeneux und Brie-Comte-Robert.
- Im Osten liegt die Gemeinde Évry-Grégy-sur-Yerres.
- Im Süden befinden sich die Gemeinden Lieusaint und Moissy-Cramayel.
- Im Südwesten liegt Tigery.
- Im Westen grenzt Quincy-sous-Sénart an Combs-la-Ville.

## Geschichte
Im Jahr 636 wird der Ort cumbis von König Dagobert I. an die Abtei von Saint-Vincent gegeben. Ludwig XVIII. residierte er, bevor er König über Frankreich wurde, in Combs-la-Ville.

### Bevölkerungsentwicklung
| Jahr      | 1962 | 1968 | 1975   | 1982   | 1990   | 1999   | 2006   | 2011   |
| Einwohner | 4692 | 6192 | 11.093 | 13.759 | 19.973 | 20.953 | 21.603 | 21.908 |

## Partnerstädte
- Duderstadt, Niedersachsen, Deutschland, seit 1968
- Dali, Zypern, seit 1978
- Oswestry, Shropshire (England), Vereinigtes Königreich, seit 1980
- R’Kiz, Mauretanien, seit 1986
- Petite-Île, Réunion, seit 1992
- Salaberry-de-Valleyfield, Quebec, Kanada, seit 1998
- Baia Mare, Maramureș, Rumänien, seit 2009

## Sehenswürdigkeiten
- Kirche Saint-Vincent (siehe auch: Liste der Monuments historiques in Combs-la-Ville)
- Sommeville-Schule
- Château de la Fresnaye
- Rue de Vignes
- Château des maronniers (altes Rathaus)
- Forêt de Sénart
- Parcs Mennechy, Arthur-Chaussy und Central

## Verkehr
Combs-la-Ville ist an die RER D angebunden und liegt an der Bahnstrecke Paris–Marseille. 

## Persönlichkeiten
- Victor Cherbuliez (1829–1899), Schriftsteller
- Gustave Caillebotte (1848–1894), Maler des Impressionismus
- Laurent Tailhade (1854–1919), Dichter und Satiriker
- René Lalique (1860–1945), Schmuckkünstler
- Helena Rubinstein (1870–1965), Unternehmerin
- Edmonde Charles-Roux (1920–2016), Schriftstellerin, Journalistin und Widerstandskämpferin
- Bernard Tapie (1943–2021), Unternehmer
- Laurent Fignon (1960–2010), Radrennfahrer
- Patricia Girard (* 1968), Leichtathletin (Sprint)
- Chris Mavinga (* 1991), Fußballspieler